# Avril 2016
Avril 2016 est le 4e mois de l'année 2016.

## Climat
Le mois d'avril 2016 est le mois d'avril le plus chaud jamais recensé.

## Événements
- 1er avril : Massimo Andrea Ugolini et Gian Nicola Berti sont élus capitaines-régents de la République de Saint-Marin.
- 2 avril : des combats opposent les armées de l'Arménie et de l'Azerbaïdjan dans le Haut-Karabagh.
- 3 avril : le Consortium international pour le journalisme d'investigation dévoile des documents faisant état de la création et de la possession de sociétés écran par des individus tant célèbres qu’anonymes.
- 4 avril : Journée de la racine carrée (en), la première depuis sept ans[2].
- 5 avril : Sigmundur Davíð Gunnlaugsson, premier ministre de l'Islande, démissionne à la suite du scandale des Panama Papers ; Sigurður Ingi Jóhannsson lui succède le 7.
- 6 avril : lors d'un référendum organisé sur demande citoyenne, les Néerlandais rejettent à plus de 60 % la ratification de l'accord d'association entre l'Ukraine et l'Union européenne.
- 8 avril : Ismaïl Omar Guelleh est réélu au 1er tour président de la République de Djibouti lors de l'élection présidentielle.
- 10 avril :
  - Présence historique à Hiroshima du secrétaire d'État américain John Kerry dans le cadre de la préparation du 42e sommet du G7. C’est la première fois qu’un haut responsable américain se rend à Hiroshima depuis le premier bombardement atomique américain de l'histoire en 1945.
  - élection présidentielle aux Comores (2e tour) ;
  - élections générales au Pérou ;
  - élection présidentielle au Tchad, Idriss Déby est réélu ;
  - Olivier Mahafaly Solonandrasana est nommé Premier ministre de Madagascar après la démission de Jean Ravelonarivo.
- 11 au 15 avril : référendum sur le statut administratif du Darfour.
- 13 avril :
  - élections législatives en Corée du Sud ;
  - élections législatives en Syrie.
- 14 avril : Volodymyr Hroïsman est nommé Premier ministre de l'Ukraine après la démission d'Arseni Iatseniouk.
- 14 et 16 avril : deux séismes de magnitude 6,5 et 7 suivi de plusieurs répliques frappe Kumamoto et ses environs sur l'île de Kyūshū. Le sanctuaire Aso-jinja et le château de Kumamoto sont lourdement endommagés. Au moins 40 personnes ont été tuées et plus de 3 000 autres ont été blessées.
- 16 avril :
  - un séisme de magnitude 7,8 secoue la côté pacifique de l'Équateur, l'épicentre est localisé dans la province de Manabí. Le séisme a causé d'importants dégâts dans plusieurs provinces du pays et le gouvernement a décrété l'état d'exception ; au moins 600 personnes sont mortes. Il s'agit de la plus grande catastrophe naturelle depuis 1979 ;
  - les députés brésiliens votent la destitution de la présidente brésilienne Dilma Rousseff.
- 17 avril : référendum abrogatif en Italie.
- 24 avril :
  - élection présidentielle en Autriche (1er tour) ;
  - élection présidentielle en Guinée équatoriale, Teodoro Obiang Nguema Mbasogo est réélu ;
  - élections législatives en Serbie.
- 25 au 29 avril : à New York, treizième cycle de négociations du traité de libre-échange transatlantique.
- 26 avril : annonce de la découverte d'un satellite autour de la planète naine (136472) Makémaké.
- 29 avril : élections législatives en Iran (2e tour).